# Abie Nathan

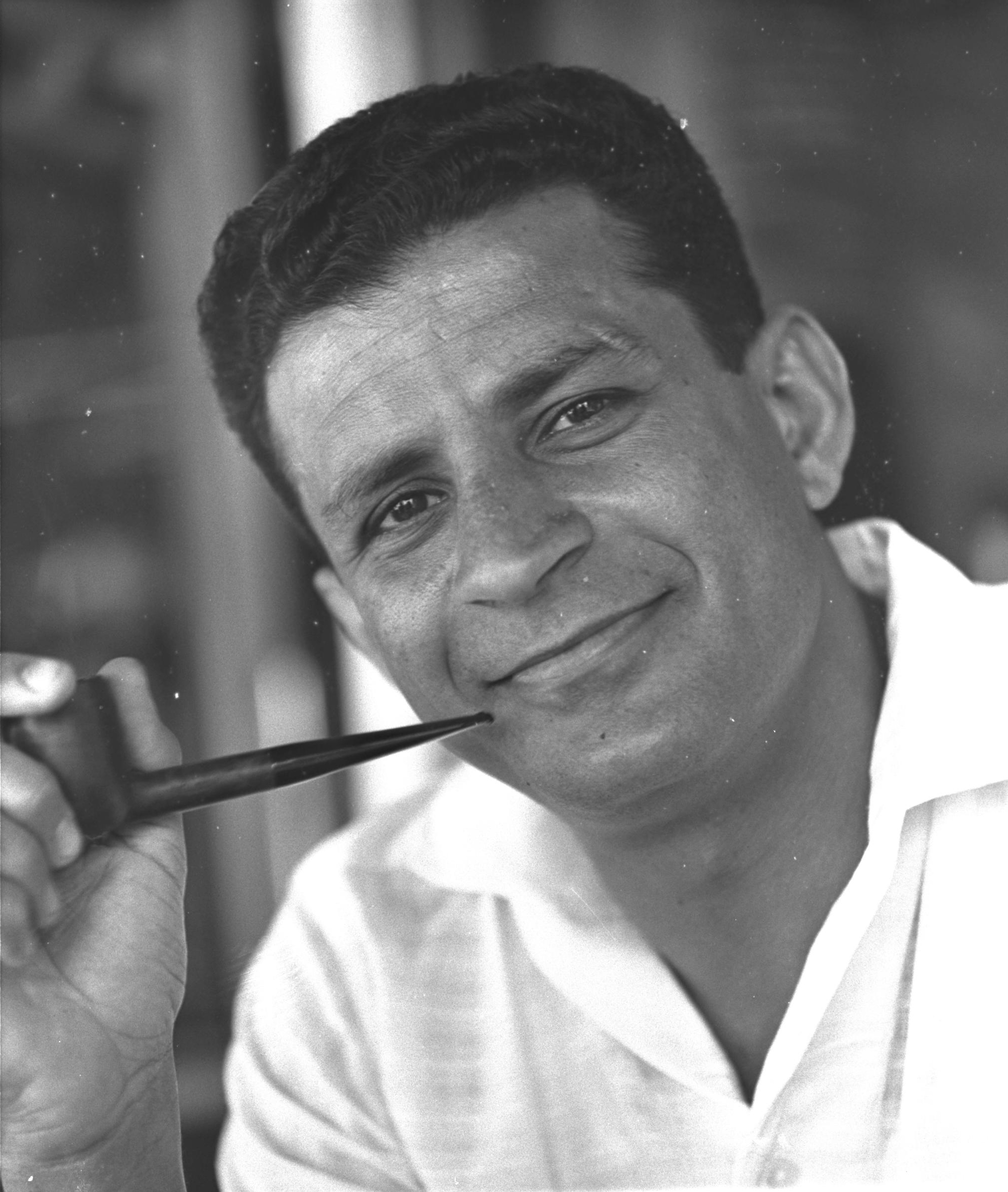
Abie Nathan 1961

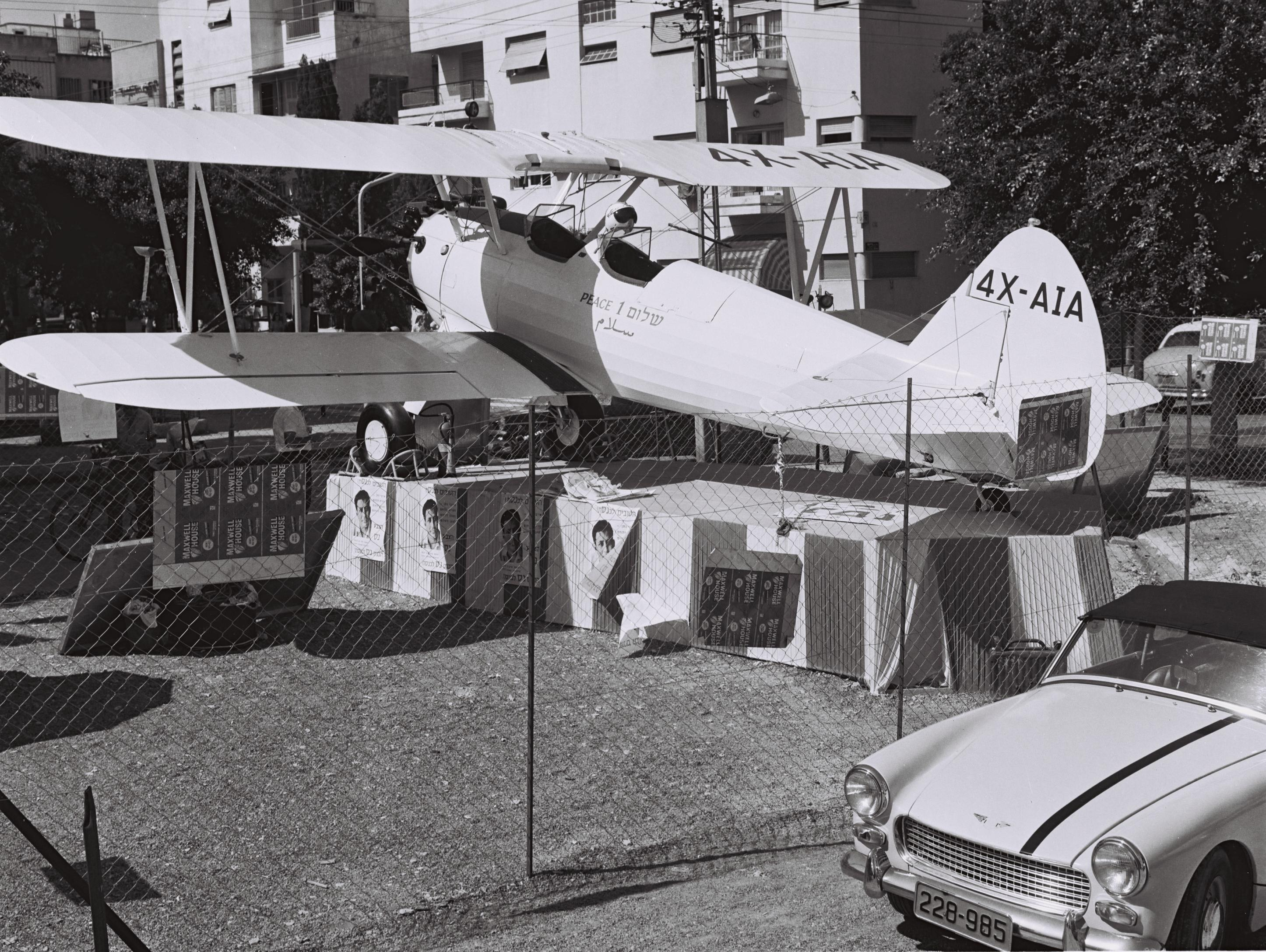
Abie Nathans Shalom 1, die Stearman mit dem Kennzeichen 4X-AIA, am 1. Oktober 1965

Abie (Abraham) Nathan (hebräisch אייבי נתן; * 29. April 1927 in Abadan, Persien; † 27. August 2008 in Tel Aviv) war ein Pilot und später Friedensaktivist.

## Leben und Wirken
Nathan verbrachte seine Jugendjahre in Bombay, wo er an einer Jesuitenschule erzogen wurde. Mit siebzehn Jahren wurde er 1944 Pilot in der britischen Luftwaffe. 1948 kämpfte er als Machal (ausländischer Freiwilliger) im israelischen Unabhängigkeitskrieg und blieb danach in Israel. In den 1950er Jahren arbeitete er als Pilot bei der israelischen Fluggesellschaft El Al und eröffnete in den frühen 1960er Jahren in Tel Aviv das Restaurant California.
1965 kandidierte er als Vorsitzender der Nes-Partei für einen Sitz im israelischen Parlament, der Knesset, verfehlte die erforderliche Stimmenzahl jedoch um 2000 Stimmen. Nach Bekanntgabe des Wahlergebnisses erklärte er, mit einer Friedensbotschaft nach Ägypten fliegen zu wollen. Am 28. Februar 1966 landete er mit seinem Flugzeug Shalom 1 (eine Boeing-Stearman mit dem Kennzeichen 4X-AIA) in Port Said und wurde sofort nach der Landung festgenommen. Sein Wunsch nach einem Treffen mit dem ägyptischen Staatspräsidenten, Gamal Abd el Nasser, um ihm seine Friedensbotschaft zu überreichen, wurde ihm verweigert, und er wurde am nächsten Tag nach Israel zurückgeschickt, wo er wegen illegalen Grenzübertritts zunächst festgenommen und auf Kaution freigelassen wurde. Dieser „Friedensflug“ veränderte Nathans Leben. Nach der Rückkehr nach Israel beschloss er, sich ganz der Arbeit für den Frieden zu widmen. In den folgenden Jahrzehnten unternahm er Friedensmissionen nach Europa, in die Vereinigten Staaten und die Sowjetunion. Viele politische Führer lehnten es jedoch ab, ihn zu treffen. Von anderen Persönlichkeiten wurde er dagegen ernst genommen, darunter Papst Paul VI., Bertrand Russell, Jean-Paul Sartre und Robert Kennedy.
Mehr als dreißig Jahre kämpfte Nathan für seine Ideen, sammelte Geld und errichtete mit Hilfe internationaler Organisationen Flüchtlingslager für die Opfer von Erdbeben, Hunger und Krieg in Kambodscha, Bangladesch, Biafra, Kolumbien und Äthiopien. In Israel unterstützte er Organisationen wie die Krebs-Liga, Ilan (Hilfe für behinderte Kinder), Yad Sarah (ein landesweites Freiwilligennetzwerk zur Unterstützung Älterer, Behinderter und Pflegebedürftiger) und viele andere.
Die 1973 von Nathan gegründete Radiostation Voice of Peace („Stimme des Friedens“) arbeitete als Piratensender von Bord eines Schiffes in internationalen Gewässern des Mittelmeers. Unterstützung zum Kauf seines Peace Ships erhielt Nathan unter anderem von John Lennon. Die Station sendete zwanzig Jahre lang rund um die Uhr, überwiegend in englischer Sprache, ein Programm, das größtenteils aus Musik bestand und für Frieden und Verständigung zwischen Israelis und Palästinensern warb. 1993 wurde der Betrieb eingestellt, teils wegen finanzieller Probleme, teils, weil die Öffentlichkeit nach der Unterzeichnung des Osloer Friedensabkommens die Mission des Senders für erfüllt hielt, die Hörerzahl zurückging und Werbeeinnahmen ausblieben. Am 28. November 1993 wurde das Schiff versenkt.
Nathan machte auch durch andere spektakuläre Aktionen auf sich aufmerksam, so 1977 durch die öffentliche Zerstörung von Kriegsspielzeug und 1978 durch einen Hungerstreik gegen die israelische Siedlungspolitik in den von Israel besetzten Gebieten.
Seit Anfang der 1980er Jahre traf Nathan sich mit führenden Vertretern der PLO. Als Begegnungen israelischer Privatpersonen mit Mitgliedern „terroristischer Organisationen“ gesetzlich verboten wurden, kämpfte Nathan von 1989 bis 1992 für die Aufhebung dieses Gesetzes, unter anderem durch einen 40-tägigen Hungerstreik 1991, den er erst nach einer Intervention des israelischen Staatspräsidenten, Chaim Herzog, abbrach. Für ein Treffen mit Jassir Arafat wurde er am 18. September 1991 zu 18 Monaten Gefängnis verurteilt, von denen er nach einem Gnadenerlass des Präsidenten knapp sechs Monate verbüßen musste.
Nach 1993 konzentrierte er seine humanitäre Arbeit vor allem auf Afrika. 1997 erhielt Abie Nathan den Internationalen Nürnberger Menschenrechtspreis.
1997 erlitt er während eines Aufenthalts in den Vereinigten Staaten, wo er seine Autobiografie schreiben wollte, einen Schlaganfall, der ihn linksseitig teilweise lähmte. Zuletzt lebte Abie Nathan in einem Altenheim in Tel Aviv, wo er am 27. August 2008 im Alter von 81 Jahren starb.
Die Kernthese, die Nathan als ehemaliger Kriegsteilnehmer vertrat, war, dass es jederzeit möglich sei, sich zu ändern, und es auch ganz normalen Menschen aus dem Volk möglich sei, „Wunder“ zu vollbringen, da ein Mensch allein eben nicht machtlos sei, sondern immens viel bewegen könne.
„Nissiti“ (dt.: „Ich habe es versucht“) lautet die Inschrift auf seinem Grabstein.

## Rezeption
Am 7. Januar 2014 wurde Eric Friedlers Dokumentarfilm The Voice of Peace – Der Traum des Abie Nathan von der ARD erstmals gesendet. Zu den Zeitzeugen, die sich darin über ihre Beziehung zu Nathan und seinem Wirken äußern, zählen der israelische Präsident Schimon Peres, die Musiker Daniel Barenboim, Zubin Mehta und Yoko Ono, die Schauspieler Michael Caine und Yftach Katzur, der Autor Georg Stefan Troller, der Rabbiner Israel Meir Lau, der Historiker Moshe Zimmermann, der Schriftsteller und Friedensaktivist Uri Avnery sowie Ruth Dajan, die erste Frau des Verteidigungsministers Mosche Dajan.

## Film
- The Voice of Peace – Der Traum des Abie Nathan. Dokumentarfilm von Eric Friedler, 2014.[16][17]
- Abie Nathan – As The Sun Sets. Dokumentarfilm von Eytan Harris, 2005.
- Abie – Der Friedenspirat. Die Ballade vom braven Bürger. BRD 1979.